# Hyposada kadooriensis
Hyposada kadooriensis là một loài bướm đêm trong họ Erebidae.